# Bóng rổ tại Đại hội Thể thao Đông Nam Á 2023 - 5x5
Bóng rổ 5x5 tại Đại hội Thể thao Đông Nam Á 2023 diễn ra từ ngày 9 đến ngày 16 tháng 5 năm 2023 ở khu liên hợp thể thao quốc gia Morodok Techo, Phnôm Pênh, Campuchia.

## Quốc gia tham dự
| Quốc gia     | Nam | Nữ  |
| ------------ | --- | --- |
| Campuchia    | Yes | Yes |
| Indonesia    | Yes | Yes |
| Lào          | Yes | No  |
| Malaysia     | Yes | Yes |
| Philippines  | Yes | Yes |
| Singapore    | Yes | Yes |
| Thái Lan     | Yes | Yes |
| Việt Nam     | Yes | Yes |
| Tổng cộng: 8 | 8   | 7   |

## Tổng kết huy chương

### Bảng huy chương
| Hạng               | Đoàn               | Vàng | Bạc | Đồng | Tổng số |
| ------------------ | ------------------ | ---- | --- | ---- | ------- |
| 1                  | Philippines (PHI)  | 1    | 1   | 0    | 2       |
| 2                  | Indonesia (INA)    | 1    | 0   | 0    | 1       |
| 3                  | Campuchia (CAM)    | 0    | 1   | 0    | 1       |
| 4                  | Malaysia (MAS)     | 0    | 0   | 1    | 1       |
| 4                  | Thái Lan (THA)     | 0    | 0   | 1    | 1       |
| Tổng số (5 đơn vị) | Tổng số (5 đơn vị) | 2    | 2   | 2    | 6       |

### Huy chương
| Sự kiện | Vàng | Bạc | Đồng |
| ------- | --- | --- | --- |
| Nam     | Philippines · Mason Amos · Justin Brownlee · Marcio Lassiter · Jerom Lastimosa · Chris Newsome · Calvin Oftana · CJ Perez · Michael Phillips · Chris Ross · Brandon Ganuelas-Rosser · Christian Standhardinger · Arvin Tolentino                                                                       | Campuchia · Somoeur Chanyvathana · Chin Sophana · Anthony Dominic Dar · Darrin Dorsey · Darius Henderson · Joseph Hoeup · Oscar Lopes · Dwayne Morgan · Pek Mith · Brandon Peterson · Sayeed Pridgett · Toun Sopheen                                            | Thái Lan · Antonio Price Soonthornchote · Frederick Lee Jones Lish · Moses Morgan · Chanatip Jakrawan · Nattakarn Muangboon · Nakorn Jaisanuk · Arnat Phuangla · Anasawee Klaewnarong · Manatsawee Booddoung · Tyler Lamb · Martin Breunig · Jakongmee Morgan |
| Nữ      | Indonesia · Adelaide Callista Wongsohardjo · Agustin Elya Gradita Retong · Clarita Antonio · Dewa Ayu Made Sriartha Kusuma · Dyah Lestari · Henny Sutjiono · Kadek Pratita Citta Dewi · Kimberley Pierre-Louis · Nathania Claresta Orville · Peyton Whitted · Priscilla Annabel Karen · Yuni Anggraeni | Philippines · France Mae Cabinbin · Janine Pontejos · Jack Animam · Clare Saquing Castro · Camille Clarin · Ana Katrina Castillo · Afril Bernardino · Ella Fajardo · Angelica Marie Surada · Stefanie Ann Berberabe · Katrina Guytingco · Marizze Andrea Tongco | Malaysia · Wei Yin Saw · Kalaimathi Rajintiran · Hui Pin Pang · Yin Yin Chong · Fook Yee Yap · Sin Jie Tan · Mun Yi Chia · Phei Ling Lee · Poh Yee Ooi · Magdelene Low · Nur Izzati Yaakob · Suet Ying Foo                                                    |